# Alona Bondarenko
Alona Bondarenko Dyachok (Kriví Rih, URSS, 13 d'agost de 1984) és una tennista professional retirada ucraïnesa. Les seves germanes grans Valeria i Katerina també són tennistes professionals.
En el seu palmarès hi ha dos títols individuals i quatre de dobles femenins, entre els quals destaca l'Open d'Austràlia 2008 junt a la seva germana Katerina. Va arribar a ocupar els llocs 19 i 11 dels respectius rànquings de la WTA.

## Biografia
Filla de Natalia i Vladimir, té dues germanes majors anomenades Valeria i Katerina, que també són tennistes professionals. Va començar a jugar a tennis amb quatre anys.
Es va casar amb Nikolay Dyachok, el seu entrenador, el juliol de 2010 però va mantenir el cognom de soltera en el circuit. El matrimoni va tenir un fill anomenat Evgen (2015).

## Torneigs de Grand Slam

### Dobles femenins: 1 (1−0)
| Resultat   | Núm. | Any  | Torneig          | Parella             | Oponents                       | Marcador      |
| ---------- | ---- | ---- | ---------------- | ------------------- | ------------------------------ | ------------- |
| Guanyadora | 1.   | 2008 | Open d'Austràlia | Katerina Bondarenko | Viktória Azàrenka Shahar Pe'er | 2−6, 6−1, 6−4 |

## Palmarès

### Individual: 5 (2−3)
| Abans de 2009                | Després de 2009         |
| ---------------------------- | ----------------------- |
| Grand Slam (0−0)             |                         |
| WTA Tour Championships (0−0) |                         |
| Tier I (0−0)                 | Premier Mandatory (0−0) |
| Tier II (1−1)                | Premier 5 (0−0)         |
| Tier III (0−0)               | Premier (0−1)           |
| Tier IV i V (0−1)            | International (1−0)     |

| Títols per superfície |
| --------------------- |
| Dura (2−1)            |
| Gespa (0−0)           |
| Terra batuda (0−2)    |

| Resultat   | Núm. | Data                   | Torneig              | Superfície   | Oponent             | Marcador      |
| ---------- | ---- | ---------------------- | -------------------- | ------------ | ------------------- | ------------- |
| Finalista  | 1.   | 7 de febrer de 2005    | Hyderabad, Índia     | Dura         | Sania Mirza         | 4−6, 7−5, 3−6 |
| Guanyadora | 1.   | 25 de setembre de 2006 | Luxemburg, Luxemburg | Dura (i)     | Francesca Schiavone | 6−3, 6−2      |
| Finalista  | 2.   | 30 d'abril de 2007     | Varsòvia, Polònia    | Terra batuda | Justine Henin       | 1−6, 3−6      |
| Finalista  | 3.   | 18 de maig de 2009     | Varsòvia (2)         | Terra batuda | Alexandra Dulgheru  | 6−7, 6−3, 0−6 |
| Guanyadora | 2.   | 11 de gener de 2010    | Hobart, Austràlia    | Dura         | Shahar Pe'er        | 6−2, 6−4      |

### Dobles femenins: 6 (4−2)
| Abans de 2009                | Després de 2009         |
| ---------------------------- | ----------------------- |
| Grand Slam (1−0)             |                         |
| WTA Tour Championships (0−0) |                         |
| Tier I (0−0)                 | Premier Mandatory (0−0) |
| Tier II (1−0)                | Premier 5 (0−0)         |
| Tier III (1−0)               | Premier (0−0)           |
| Tier IV i V (0−0)            | International (1−2)     |

| Títols per superfície |
| --------------------- |
| Dura (2−1)            |
| Gespa (0−0)           |
| Terra batuda (2−1)    |

| Resultat   | Núm. | Data                 | Torneig                     | Superfície   | Parella             | Oponents                             | Marcador      |
| ---------- | ---- | -------------------- | --------------------------- | ------------ | ------------------- | ------------------------------------ | ------------- |
| Guanyadora | 1.   | 28 de maig de 2006   | Istanbul, Turquia           | Terra batuda | Anastasiya Yakimova | Sania Mirza Alicia Molik             | 6−2, 6−4      |
| Guanyadora | 2.   | 28 de gener de 2008  | Open d'Austràlia, Austràlia | Dura         | Katerina Bondarenko | Viktória Azàrenka Shahar Pe'er       | 2−6, 6−1, 6−4 |
| Guanyadora | 3.   | 10 de febrer de 2008 | París, França               | Dura (i)     | Katerina Bondarenko | Vladimíra Uhlířová Eva Hrdinová      | 6−1, 6−4      |
| Finalista  | 1.   | 11 de gener de 2009  | Hobart, Austràlia           | Dura         | Katerina Bondarenko | Gisela Dulko Flavia Pennetta         | 2−6, 6−7(4)   |
| Finalista  | 2.   | 12 de juliol de 2009 | Budapest, Hongria           | Terra batuda | Katerina Bondarenko | Alissa Kleibànova Monica Niculescu   | 4−6, 6−7(5)   |
| Guanyadora | 4.   | 19 de juliol de 2009 | Praga, Txèquia              | Terra batuda | Katerina Bondarenko | Iveta Benešová B. Záhlavová-Strýcová | 6−1, 6−2      |

## Trajectòria

### Individual
| Open d'Austràlia | A   | A     | A           | A           | Q2          | Q2    | 1R          | 1R          | 3R          | 2R    | 3R          | 4R          | A           | 0 / 6   | 8 – 6   |
| Roland Garros | A   | A     | A           | A           | Q1          | Q1    | 1R          | 1R          | 2R          | 1R    | 1R          | 3R          | 1R          | 0 / 7   | 3 – 7   |
| Wimbledon | A   | A     | A           | A           | Q1          | Q2    | 3R          | 1R          | 3R          | 2R    | 1R          | 3R          | 1R          | 0 / 7   | 7 – 7   |
| US Open | A   | A     | A           | A           | Q2          | Q3    | 1R          | 2R          | 3R          | 3R    | 2R          | 3R          | 1R          | 0 / 7   | 8 – 7   |
| Jocs Olímpics | NC  | A     | No celebrat | No celebrat | No celebrat | A     | No celebrat | No celebrat | No celebrat | 2R    | No celebrat | No celebrat | No celebrat | 0 / 1   | 1 – 1   |
| Total Victòries–Derrotes | 6–7 | 17–11 | 19–9        | 35–14       | 26-31       | 42–30 | 24–30       | 42–27       | 36–24       | 28–23 | 33–26       | 25–21       | 3–8         | 336–261 | 336–261 |
| Rànquing a final d'any | 652 | 493   | 376         | 191         | 190         | 126   | 73          | 32          | 22          | 32    | 32          | 36          | 253         |         |         |
| Llegenda: G: Guanyadora; F: Finalista; SF: Semifinalista; QF: Quarts de final; Q: Qualificació; A: Absent; RR: Round Robin; |     |       |             |             |             |       |             |             |             |       |             |             |             |         |         |

### Dobles femenins
| Open d'Austràlia | 2R          | A           | 2R          | G  | 1R          | 1R          | A           | 1 / 5 | 8 – 4  |
| Roland Garros | A           | 3R          | 2R          | SF | 2R          | QF          | 1R          | 0 / 6 | 11 – 6 |
| Wimbledon | 1R          | 1R          | 2R          | A  | 1R          | 1R          | A           | 0 / 5 | 1 – 5  |
| US Open | A           | 2R          | 2R          | 3R | 1R          | 2R          | 2R          | 0 / 6 | 6 – 6  |
| Jocs Olímpics | No celebrat | No celebrat | No celebrat | 4a | No celebrat | No celebrat | No celebrat | 0 / 1 | 3 – 2  |
| Rànquing a final d'any | 147         | 51          | 53          | 11 | 39          | 104         | 249         |       |        |
| Llegenda: G: Guanyadora; F: Finalista; SF: Semifinalista; QF: Quarts de final; Q: Qualificació; A: Absent; RR: Round Robin; |             |             |             |    |             |             |             |       |        |